# Plumsted Township
Plumsted Township est une municipalité américaine située dans le comté d'Ocean au New Jersey.
Lors du recensement de 2010, sa population est de 8 421 habitants. La municipalité s'étend sur 40,15 milles carrés (103,99 km2), dont 0,44 milles carrés (1,14 km2) d'étendues d'eau.
La municipalité est créée le 11 mars 1845 à partir du township de Jackson. Elle est nommée en l'honneur de Clement Plumstead.